# Coppa Davis 2024 Zona Asia/Oceania Gruppo IV
La Zona Asia/Oceania del Gruppo Mondiale IV è il quarto livello della Coppa Davis 2024.

## Nazioni partecipanti
- Cambogia
- Iraq
- Kuwait
- Kirghizistan

- Birmania
- Qatar
- Sri Lanka
- Emirati Arabi Uniti

## Risultati
Data: 10-13 luglio 2024
Luogo: Morodok Techo National Sports Complex, Phnom Penh, Cambogia
Superficie: Cemento
Le nazioni sono divise in due gironi da quattro squadre:
- Le due prime classificate del girone si incrociano in un playoff. Le due squadre vincitrici verranno promosse nel Gruppo III Zona Africa 2025.
- Le due prime classificate del girone si incrociano in un playoff. Le due squadre sconfitte verranno retrocesse nel Gruppo V Zona Africa 2025.

### Teste di serie
| Pot | Nazione             | Rank1 | tds |
| --- | ------------------- | ----- | --- |
| 1   | Kirghizistan        | 97    | 1   |
| 1   | Cambogia            | 102   | 2   |
| 2   | Sri Lanka           | T103  | 3   |
| 2   | Kuwait              | 107   | 4   |
| 3   | Emirati Arabi Uniti | 111   | 5   |
| 3   | Iraq                | T113  | 6   |
| 4   | Qatar               | 124   | 7   |
| 4   | Birmania            | 128   | 8   |

- 1Ranking al 18 marzo 2024

### Round Robin

#### Gruppo A
|   |                     | Qatar | Sri Lanka | Kirghizistan | Emirati Arabi Uniti | RR V-P       | Match V-P    | Set V-P | Classifica |
| 7 | Qatar               |       | 2-1       | 2-1          | 3-0                 | 3-0 (100%)   | 7-2 (77.78%) | – (%)   | 1          |
| 3 | Sri Lanka           | 1-2   |           | 2-1          | 3-0                 | 2-1 (66.67%) | 6-3 (66.67%) | – (%)   | 2          |
| 1 | Kirghizistan        | 1-2   | 1-2       |              | 3-0                 | 1-2 (33.33%) | 5-4 (55.56%) | – (%)   | 3          |
| 5 | Emirati Arabi Uniti | 0-3   | 0-3       | 0-3          |                     | 0-3 (0%)     | 0-9 (0%)     | – (%)   | 4          |

#### Gruppo B
|   |          | Kuwait | Cambogia | Iraq | Birmania | RR V-P       | Match V-P    | Set V-P | Classifica |
| 4 | Kuwait   |        | 2-1      | 3-0  | 3-0      | 3-0 (100%)   | 8-1 (88.89%) | – (%)   | 1          |
| 2 | Cambogia | 1-2    |          | 3-0  | 3-0      | 2-1 (66.67%) | 7-2 (77.78%) | – (%)   | 2          |
| 6 | Iraq     | 0-3    | 0-3      |      | 3-0      | 1-2 (33.33%) | 3-6 (33.33%) | – (%)   | 3          |
| 8 | Birmania | 0-3    | 0-3      | 0-3  |          | 0-3 (0%)     | 0-9 (0%)     | – (%)   | 4          |

### Playoff
|                       | Squadra 1    | Punteggio | Squadra 2           |
| --------------------- | ------------ | --------- | ------------------- |
| Playoff promozione    | Qatar        | 0-2       | Cambogia            |
| Playoff promozione    | Kuwait       | 0-2       | Sri Lanka           |
| Playoff retrocessione | Kirghizistan | 2-1       | Birmania            |
| Playoff retrocessione | Iraq         | 2-1       | Emirati Arabi Uniti |

### Classifica finale
| Pos        | Squadra             |
| ---------- | ------------------- |
| Promosse   | Cambogia            |
| Promosse   | Sri Lanka           |
| T3.        | Qatar               |
| T3.        | Kuwait              |
| T5.        | Kirghizistan        |
| T5.        | Iraq                |
| Retrocesse | Birmania            |
| Retrocesse | Emirati Arabi Uniti |

- Cambogia e  Sri Lanka qualificate al Gruppo III Zona Africa.
- Birmania e  Emirati Arabi Uniti retrocesse al Gruppo V Zona Africa.

## Round Robin

### Gruppo A

#### Kirghizistan vs. Emirati Arabi Uniti
| Kirghizistan 3 | Morodok Techo National Sports Complex, Phnom Penh, Cambogia 10 luglio 2024 Cemento | Morodok Techo National Sports Complex, Phnom Penh, Cambogia 10 luglio 2024 Cemento | Emirati Arabi Uniti 0 |     |   |  |
| \| \| \| \| 1 \| 2 \| 3 \| \| \| - \| \| ------------------------------------------------------------------------------- \| --- \| --- \| - \| \| \| 1 \| \| Mirgiiaz Mirdzhaliev Hamad Abbas Janahi \| 6 1 \| 6 0 \| \| \| \| 2 \| \| Ilgiz Kamchibekov Omar Alawadhi \| 6 4 \| 6 3 \| \| \| \| 3 \| \| Kirill Kistanov / Mirgiiaz Mirdzhaliev Abdulla Ahmad Ahli / Abdulla Al Marzouqi \| 6 1 \| 6 2 \| \| \| |                                                                                    |                                                                                    |                       |     |   |  |
| |                                                                                    |                                                                                    | 1                     | 2   | 3 |  |
| 1 | Kirghizistan (bandiera) · Emirati Arabi Uniti (bandiera)                           | Mirgiiaz Mirdzhaliev Hamad Abbas Janahi                                            | 6 1                   | 6 0 |   |  |
| 2 | Kirghizistan (bandiera) · Emirati Arabi Uniti (bandiera)                           | Ilgiz Kamchibekov Omar Alawadhi                                                    | 6 4                   | 6 3 |   |  |
| 3 | Kirghizistan (bandiera) · Emirati Arabi Uniti (bandiera)                           | Kirill Kistanov / Mirgiiaz Mirdzhaliev Abdulla Ahmad Ahli / Abdulla Al Marzouqi    | 6 1                   | 6 2 |   |  |

#### Sri Lanka vs. Qatar
| Sri Lanka 1 | Morodok Techo National Sports Complex, Phnom Penh, Cambogia 10 luglio 2024 Cemento | Morodok Techo National Sports Complex, Phnom Penh, Cambogia 10 luglio 2024 Cemento | Qatar 2 |     |   |  |
| \| \| \| \| 1 \| 2 \| 3 \| \| \| - \| \| ---------------------------------------------------------------------------- \| --- \| --- \| - \| \| \| 1 \| \| Ashen Silva Rashed Nawaf \| 4 6 \| 3 6 \| \| \| \| 2 \| \| Apna Perera Mubarak Shannan Zayid Alharrasi \| 3 6 \| 1 6 \| \| \| \| 3 \| \| Harshana Godamanna / Thehan Sanjaya Wijemanne Mossa Alharrasi / Rashed Nawaf \| 6 4 \| 6 2 \| \| \| |                                                                                    |                                                                                    |         |     |   |  |
| |                                                                                    |                                                                                    | 1       | 2   | 3 |  |
| 1 | Sri Lanka (bandiera) · Qatar (bandiera)                                            | Ashen Silva Rashed Nawaf                                                           | 4 6     | 3 6 |   |  |
| 2 | Sri Lanka (bandiera) · Qatar (bandiera)                                            | Apna Perera Mubarak Shannan Zayid Alharrasi                                        | 3 6     | 1 6 |   |  |
| 3 | Sri Lanka (bandiera) · Qatar (bandiera)                                            | Harshana Godamanna / Thehan Sanjaya Wijemanne Mossa Alharrasi / Rashed Nawaf       | 6 4     | 6 2 |   |  |

#### Kirghizistan vs. Sri Lanka
| Kirghizistan 1 | Morodok Techo National Sports Complex, Phnom Penh, Cambogia 11 luglio 2024 Cemento | Morodok Techo National Sports Complex, Phnom Penh, Cambogia 11 luglio 2024 Cemento | Sri Lanka 2 |     |     |  |
| \| \| \| \| 1 \| 2 \| 3 \| \| \| - \| \| ----------------------------------------------------------------------------- \| --- \| --- \| --- \| \| \| 1 \| \| Kirill Kistanov Ashen Silva \| 6 3 \| 2 6 \| 6 4 \| \| \| 2 \| \| Ilgiz Kamchibekov Apna Perera \| 5 7 \| 3 6 \| \| \| \| 3 \| \| Kirill Kistanov / Mirgiiaz Mirdzhaliev Apna Perera / Thehan Sanjaya Wijemanne \| 4 6 \| 5 6 \| \| \| |                                                                                    |                                                                                    |             |     |     |  |
| |                                                                                    |                                                                                    | 1           | 2   | 3   |  |
| 1 | Kirghizistan (bandiera) · Sri Lanka (bandiera)                                     | Kirill Kistanov Ashen Silva                                                        | 6 3         | 2 6 | 6 4 |  |
| 2 | Kirghizistan (bandiera) · Sri Lanka (bandiera)                                     | Ilgiz Kamchibekov Apna Perera                                                      | 5 7         | 3 6 |     |  |
| 3 | Kirghizistan (bandiera) · Sri Lanka (bandiera)                                     | Kirill Kistanov / Mirgiiaz Mirdzhaliev Apna Perera / Thehan Sanjaya Wijemanne      | 4 6         | 5 6 |     |  |

#### Emirati Arabi Uniti vs. Qatar
| Emirati Arabi Uniti 0 | Morodok Techo National Sports Complex, Phnom Penh, Cambogia 11 luglio 2024 Cemento | Morodok Techo National Sports Complex, Phnom Penh, Cambogia 11 luglio 2024 Cemento | Qatar 3 |     |   |  |
| \| \| \| \| 1 \| 2 \| 3 \| \| \| - \| \| ---------------------------------------------------------------------------------- \| --- \| --- \| - \| \| \| 1 \| \| Hamad Abbas Janahi Rashed Nawaf \| 1 6 \| 0 6 \| \| \| \| 2 \| \| Abdulla Al Marzouqi Mubarak Shannan Zayid Alharrasi \| 3 6 \| 0 6 \| \| \| \| 3 \| \| Abdulla Ahmad Ahli / Ahmed Badri Mossa Alharrasi / Mubarak Shannan Zayid Alharrasi \| 0 6 \| 1 6 \| \| \| |                                                                                    |                                                                                    |         |     |   |  |
| |                                                                                    |                                                                                    | 1       | 2   | 3 |  |
| 1 | Emirati Arabi Uniti (bandiera) · Qatar (bandiera)                                  | Hamad Abbas Janahi Rashed Nawaf                                                    | 1 6     | 0 6 |   |  |
| 2 | Emirati Arabi Uniti (bandiera) · Qatar (bandiera)                                  | Abdulla Al Marzouqi Mubarak Shannan Zayid Alharrasi                                | 3 6     | 0 6 |   |  |
| 3 | Emirati Arabi Uniti (bandiera) · Qatar (bandiera)                                  | Abdulla Ahmad Ahli / Ahmed Badri Mossa Alharrasi / Mubarak Shannan Zayid Alharrasi | 0 6     | 1 6 |   |  |

#### Kirghizistan  vs. Qatar
| Kirghizistan 1 | Morodok Techo National Sports Complex, Phnom Penh, Cambogia 12 luglio 2024 Cemento | Morodok Techo National Sports Complex, Phnom Penh, Cambogia 12 luglio 2024 Cemento | Qatar 2 |      |     |  |
| \| \| \| \| 1 \| 2 \| 3 \| \| \| - \| \| -------------------------------------------------------------------- \| ---- \| ---- \| --- \| \| \| 1 \| \| Mirgiiaz Mirdzhaliev Rashed Nawaf \| 1 6 \| 7 63 \| 0 6 \| \| \| 2 \| \| Ilgiz Kamchibekov Mubarak Shannan Zayid Alharrasi \| 64 7 \| 0 6 \| \| \| \| 3 \| \| Ilgiz Kamchibekov / Kirill Kistanov Ghanim Al Sulaiti / Rashed Nawaf \| 6 3 \| 6 2 \| \| \| |                                                                                    |                                                                                    |         |      |     |  |
| |                                                                                    |                                                                                    | 1       | 2    | 3   |  |
| 1 | Kirghizistan (bandiera) · Qatar (bandiera)                                         | Mirgiiaz Mirdzhaliev Rashed Nawaf                                                  | 1 6     | 7 63 | 0 6 |  |
| 2 | Kirghizistan (bandiera) · Qatar (bandiera)                                         | Ilgiz Kamchibekov Mubarak Shannan Zayid Alharrasi                                  | 64 7    | 0 6  |     |  |
| 3 | Kirghizistan (bandiera) · Qatar (bandiera)                                         | Ilgiz Kamchibekov / Kirill Kistanov Ghanim Al Sulaiti / Rashed Nawaf               | 6 3     | 6 2  |     |  |

#### Sri Lanka vs. Emirati Arabi Uniti
| Sri Lanka 3 | Morodok Techo National Sports Complex, Phnom Penh, Cambogia 12 luglio 2024 Cemento | Morodok Techo National Sports Complex, Phnom Penh, Cambogia 12 luglio 2024 Cemento | Emirati Arabi Uniti 0 |     |   |  |
| \| \| \| \| 1 \| 2 \| 3 \| \| \| - \| \| ------------------------------------------------------------------------ \| --- \| --- \| - \| \| \| 1 \| \| Thehan Sanjaya Wijemanne Abdulla Al Marzouqi \| 6 0 \| 6 0 \| \| \| \| 2 \| \| Apna Perera Ahmed Badri \| 6 0 \| 6 0 \| \| \| \| 3 \| \| Kanika Jayathilake / Abdulla Ahmad Ahli Felix Andre / Hamad Abbas Janahi \| 6 1 \| 6 3 \| \| \| |                                                                                    |                                                                                    |                       |     |   |  |
| |                                                                                    |                                                                                    | 1                     | 2   | 3 |  |
| 1 | Sri Lanka (bandiera) · Emirati Arabi Uniti (bandiera)                              | Thehan Sanjaya Wijemanne Abdulla Al Marzouqi                                       | 6 0                   | 6 0 |   |  |
| 2 | Sri Lanka (bandiera) · Emirati Arabi Uniti (bandiera)                              | Apna Perera Ahmed Badri                                                            | 6 0                   | 6 0 |   |  |
| 3 | Sri Lanka (bandiera) · Emirati Arabi Uniti (bandiera)                              | Kanika Jayathilake / Abdulla Ahmad Ahli Felix Andre / Hamad Abbas Janahi           | 6 1                   | 6 3 |   |  |

### Gruppo B

#### Cambogia vs.  Iraq
| Cambogia 3 | Morodok Techo National Sports Complex, Phnom Penh, Cambogia 10 luglio 2024 Cemento | Morodok Techo National Sports Complex, Phnom Penh, Cambogia 10 luglio 2024 Cemento | Iraq 0 |     |   |  |
| \| \| \| \| 1 \| 2 \| 3 \| \| \| - \| \| -------------------------------------------------------------------- \| ---- \| --- \| - \| \| \| 1 \| \| Kenny Bun Adel Saidi \| 6 1 \| 6 0 \| \| \| \| 2 \| \| Mathew Krusling Abdullah Ali Hatem Ghrairi \| 7 64 \| 6 3 \| \| \| \| 3 \| \| Sarinreach Leng / Timothy Tep Amin Al-Ubaidy / Mohammed Abuzed Saber \| 6 4 \| 6 3 \| \| \| |                                                                                    |                                                                                    |        |     |   |  |
| |                                                                                    |                                                                                    | 1      | 2   | 3 |  |
| 1 | Cambogia (bandiera) · Iraq (bandiera)                                              | Kenny Bun Adel Saidi                                                               | 6 1    | 6 0 |   |  |
| 2 | Cambogia (bandiera) · Iraq (bandiera)                                              | Mathew Krusling Abdullah Ali Hatem Ghrairi                                         | 7 64   | 6 3 |   |  |
| 3 | Cambogia (bandiera) · Iraq (bandiera)                                              | Sarinreach Leng / Timothy Tep Amin Al-Ubaidy / Mohammed Abuzed Saber               | 6 4    | 6 3 |   |  |

#### Kuwait vs. Birmania
| Kuwait 3 | Morodok Techo National Sports Complex, Phnom Penh, Cambogia 10 luglio 2024 Cemento | Morodok Techo National Sports Complex, Phnom Penh, Cambogia 10 luglio 2024 Cemento | Birmania 0 |     |   |  |
| \| \| \| \| 1 \| 2 \| 3 \| \| \| - \| \| ------------------------------------------------------ \| --- \| --- \| - \| \| \| 1 \| \| Bader Alabdullah Hein Htet Zaw \| 6 0 \| 6 0 \| \| \| \| 2 \| \| Abdulhamid Mubarak Hein Latt Kyaw \| 6 2 \| 7 5 \| \| \| \| 3 \| \| Ali Alshati / Hussen Alshati Saw Htut / Aung Myo Thant \| 6 4 \| 6 4 \| \| \| |                                                                                    |                                                                                    |            |     |   |  |
| |                                                                                    |                                                                                    | 1          | 2   | 3 |  |
| 1 | Kuwait (bandiera) · Birmania (bandiera)                                            | Bader Alabdullah Hein Htet Zaw                                                     | 6 0        | 6 0 |   |  |
| 2 | Kuwait (bandiera) · Birmania (bandiera)                                            | Abdulhamid Mubarak Hein Latt Kyaw                                                  | 6 2        | 7 5 |   |  |
| 3 | Kuwait (bandiera) · Birmania (bandiera)                                            | Ali Alshati / Hussen Alshati Saw Htut / Aung Myo Thant                             | 6 4        | 6 4 |   |  |

#### Cambogia vs. Birmania
| Cambogia 3 | Morodok Techo National Sports Complex, Phnom Penh, Cambogia 11 luglio 2024 Cemento | Morodok Techo National Sports Complex, Phnom Penh, Cambogia 11 luglio 2024 Cemento | Birmania 0 |     |   |  |
| \| \| \| \| 1 \| 2 \| 3 \| \| \| - \| \| --------------------------------------------------------- \| --- \| --- \| - \| \| \| 1 \| \| Mathew Krusling Hein Latt Kyaw \| 6 4 \| 6 4 \| \| \| \| 2 \| \| Sarinreach Leng Aung Kyaw Naing \| 6 3 \| 6 2 \| \| \| \| 3 \| \| Kenny Bun / Ponlok Khleang Hein Htet Zaw / Aung Myo Thant \| 7 5 \| 6 2 \| \| \| |                                                                                    |                                                                                    |            |     |   |  |
| |                                                                                    |                                                                                    | 1          | 2   | 3 |  |
| 1 | Cambogia (bandiera) · Birmania (bandiera)                                          | Mathew Krusling Hein Latt Kyaw                                                     | 6 4        | 6 4 |   |  |
| 2 | Cambogia (bandiera) · Birmania (bandiera)                                          | Sarinreach Leng Aung Kyaw Naing                                                    | 6 3        | 6 2 |   |  |
| 3 | Cambogia (bandiera) · Birmania (bandiera)                                          | Kenny Bun / Ponlok Khleang Hein Htet Zaw / Aung Myo Thant                          | 7 5        | 6 2 |   |  |

#### Kuwait vs.  Iraq
| Kuwait 3 | Morodok Techo National Sports Complex, Phnom Penh, Cambogia 11 luglio 2024 Cemento | Morodok Techo National Sports Complex, Phnom Penh, Cambogia 11 luglio 2024 Cemento | Iraq 0 |     |   |  |
| \| \| \| \| 1 \| 2 \| 3 \| \| \| - \| \| -------------------------------------------------------------------------- \| --- \| --- \| - \| \| \| 1 \| \| Bader Alabdullah Adel Saidi \| 6 0 \| 6 0 \| \| \| \| 2 \| \| Abdulhamid Mubarak Abdullah Ali Hatem Ghrairi \| 6 4 \| 6 0 \| \| \| \| 3 \| \| Ali Alshati / Yaqoub Mohammed Amin Al-Ubaidy / Akram M Abdalkarem Al-Saadi \| 6 3 \| 6 2 \| \| \| |                                                                                    |                                                                                    |        |     |   |  |
| |                                                                                    |                                                                                    | 1      | 2   | 3 |  |
| 1 | Kuwait (bandiera) · Iraq (bandiera)                                                | Bader Alabdullah Adel Saidi                                                        | 6 0    | 6 0 |   |  |
| 2 | Kuwait (bandiera) · Iraq (bandiera)                                                | Abdulhamid Mubarak Abdullah Ali Hatem Ghrairi                                      | 6 4    | 6 0 |   |  |
| 3 | Kuwait (bandiera) · Iraq (bandiera)                                                | Ali Alshati / Yaqoub Mohammed Amin Al-Ubaidy / Akram M Abdalkarem Al-Saadi         | 6 3    | 6 2 |   |  |

#### Cambogia vs. Kuwait
| Cambogia 1 | Morodok Techo National Sports Complex, Phnom Penh, Cambogia 12 luglio 2024 Cemento | Morodok Techo National Sports Complex, Phnom Penh, Cambogia 12 luglio 2024 Cemento | Kuwait 2 |     |   |  |
| \| \| \| \| 1 \| 2 \| 3 \| \| \| - \| \| ------------------------------------------------------------ \| ---- \| --- \| - \| \| \| 1 \| \| Ponlok Khleang Bader Alabdullah \| 3 6 \| 0 6 \| \| \| \| 2 \| \| Sarinreach Leng Abdulhamid Mubarak \| 7 65 \| 7 5 \| \| \| \| 3 \| \| Mathew Krusling / Timothy Tep Bader Alabdullah / Ali Alshati \| 3 6 \| 2 6 \| \| \| |                                                                                    |                                                                                    |          |     |   |  |
| |                                                                                    |                                                                                    | 1        | 2   | 3 |  |
| 1 | Cambogia (bandiera) · Kuwait (bandiera)                                            | Ponlok Khleang Bader Alabdullah                                                    | 3 6      | 0 6 |   |  |
| 2 | Cambogia (bandiera) · Kuwait (bandiera)                                            | Sarinreach Leng Abdulhamid Mubarak                                                 | 7 65     | 7 5 |   |  |
| 3 | Cambogia (bandiera) · Kuwait (bandiera)                                            | Mathew Krusling / Timothy Tep Bader Alabdullah / Ali Alshati                       | 3 6      | 2 6 |   |  |

#### Iraq vs. Birmania
| Iraq 3 | Morodok Techo National Sports Complex, Phnom Penh, Cambogia 12 luglio 2024 Cemento | Morodok Techo National Sports Complex, Phnom Penh, Cambogia 12 luglio 2024 Cemento | Birmania 0 |      |   |  |
| \| \| \| \| 1 \| 2 \| 3 \| \| \| - \| \| ---------------------------------------------------------------------------------- \| --- \| ---- \| - \| \| \| 1 \| \| Mohammed Abuzed Saber Hein Latt Kyaw \| 6 3 \| 7 65 \| \| \| \| 2 \| \| Abdullah Ali Hatem Ghrairi Aung Kyaw Naing \| 6 1 \| 6 0 \| \| \| \| 3 \| \| Akram M Abdalkarem Al-Saadi / Abdullah Ali Hatem Ghrairi Saw Htut / Aung Myo Thant \| 6 1 \| 7 6 \| \| \| |                                                                                    |                                                                                    |            |      |   |  |
| |                                                                                    |                                                                                    | 1          | 2    | 3 |  |
| 1 | Iraq (bandiera) · Birmania (bandiera)                                              | Mohammed Abuzed Saber Hein Latt Kyaw                                               | 6 3        | 7 65 |   |  |
| 2 | Iraq (bandiera) · Birmania (bandiera)                                              | Abdullah Ali Hatem Ghrairi Aung Kyaw Naing                                         | 6 1        | 6 0  |   |  |
| 3 | Iraq (bandiera) · Birmania (bandiera)                                              | Akram M Abdalkarem Al-Saadi / Abdullah Ali Hatem Ghrairi Saw Htut / Aung Myo Thant | 6 1        | 7 6  |   |  |

## Playoff

### Playoff promozione

#### Qatar vs. Cambogia
| Qatar 0 | Morodok Techo National Sports Complex, Phnom Penh, Cambogia 13 luglio 2024 Terra rossa | Morodok Techo National Sports Complex, Phnom Penh, Cambogia 13 luglio 2024 Terra rossa | Cambogia 2 |     |     |             |
| \| \| \| \| 1 \| 2 \| 3 \| \| \| - \| \| ----------------------------------------------------------- \| --- \| --- \| --- \| ----------- \| \| 1 \| \| Rashed Nawaf Kenny Bun \| 3 6 \| 4 6 \| \| \| \| 2 \| \| Mubarak Shannan Zayid Alharrasi Sarinreach Leng \| 6 1 \| 3 6 \| 3 6 \| \| \| 3 \| \| Mossa Alharrasi / Rashed Nawaf Ponlok Khleang / Timothy Tep \| \| \| \| non giocato \| |                                                                                        |                                                                                        |            |     |     |             |
| |                                                                                        |                                                                                        | 1          | 2   | 3   |             |
| 1 | Qatar (bandiera) · Cambogia (bandiera)                                                 | Rashed Nawaf Kenny Bun                                                                 | 3 6        | 4 6 |     |             |
| 2 | Qatar (bandiera) · Cambogia (bandiera)                                                 | Mubarak Shannan Zayid Alharrasi Sarinreach Leng                                        | 6 1        | 3 6 | 3 6 |             |
| 3 | Qatar (bandiera) · Cambogia (bandiera)                                                 | Mossa Alharrasi / Rashed Nawaf Ponlok Khleang / Timothy Tep                            |            |     |     | non giocato |

### Playoff promozione

#### Kuwait vs. Sri Lanka
| Kuwait 0 | Morodok Techo National Sports Complex, Phnom Penh, Cambogia 13 luglio 2024 Terra rossa | Morodok Techo National Sports Complex, Phnom Penh, Cambogia 13 luglio 2024 Terra rossa | Sri Lanka 2 |      |     |             |
| \| \| \| \| 1 \| 2 \| 3 \| \| \| - \| \| --------------------------------------------------------------- \| --- \| ---- \| --- \| ----------- \| \| 1 \| \| Bader Alabdullah Thehan Sanjaya Wijemanne \| 3 6 \| 4 6 \| \| \| \| 2 \| \| Abdulhamid Mubarak Apna Perera \| 6 1 \| 61 7 \| 1 6 \| \| \| 3 \| \| Bader Alabdullah / Ali Alshati Kanika Jayathilake / Ashen Silva \| \| \| \| non giocato \| |                                                                                        |                                                                                        |             |      |     |             |
| |                                                                                        |                                                                                        | 1           | 2    | 3   |             |
| 1 | Kuwait (bandiera) · Sri Lanka (bandiera)                                               | Bader Alabdullah Thehan Sanjaya Wijemanne                                              | 3 6         | 4 6  |     |             |
| 2 | Kuwait (bandiera) · Sri Lanka (bandiera)                                               | Abdulhamid Mubarak Apna Perera                                                         | 6 1         | 61 7 | 1 6 |             |
| 3 | Kuwait (bandiera) · Sri Lanka (bandiera)                                               | Bader Alabdullah / Ali Alshati Kanika Jayathilake / Ashen Silva                        |             |      |     | non giocato |

### Playoff retrocessione

#### Kirghizistan vs. Birmania
| Kirghizistan 2 | Morodok Techo National Sports Complex, Phnom Penh, Cambogia 13 luglio 2024 Terra rossa | Morodok Techo National Sports Complex, Phnom Penh, Cambogia 13 luglio 2024 Terra rossa | Birmania 1 |     |   |  |
| \| \| \| \| 1 \| 2 \| 3 \| \| \| - \| \| ---------------------------------------------------------------- \| --- \| --- \| - \| \| \| 1 \| \| Mirgiiaz Mirdzhaliev Aung Myo Thant \| 3 6 \| 3 6 \| \| \| \| 2 \| \| Ilgiz Kamchibekov Hein Latt Kyaw \| 6 3 \| 6 2 \| \| \| \| 3 \| \| Kirill Kistanov / Mirgiiaz Mirdzhaliev Saw Htut / Aung Myo Thant \| 6 4 \| 6 2 \| \| \| |                                                                                        |                                                                                        |            |     |   |  |
| |                                                                                        |                                                                                        | 1          | 2   | 3 |  |
| 1 | Kirghizistan (bandiera) · Birmania (bandiera)                                          | Mirgiiaz Mirdzhaliev Aung Myo Thant                                                    | 3 6        | 3 6 |   |  |
| 2 | Kirghizistan (bandiera) · Birmania (bandiera)                                          | Ilgiz Kamchibekov Hein Latt Kyaw                                                       | 6 3        | 6 2 |   |  |
| 3 | Kirghizistan (bandiera) · Birmania (bandiera)                                          | Kirill Kistanov / Mirgiiaz Mirdzhaliev Saw Htut / Aung Myo Thant                       | 6 4        | 6 2 |   |  |

### Playoff retrocessione

#### Iraq vs. Emirati Arabi Uniti
| Iraq 2 | Morodok Techo National Sports Complex, Phnom Penh, Cambogia 13 luglio 2024 Terra rossa | Morodok Techo National Sports Complex, Phnom Penh, Cambogia 13 luglio 2024 Terra rossa | Emirati Arabi Uniti 1 |     |   |  |
| \| \| \| \| 1 \| 2 \| 3 \| \| \| - \| \| -------------------------------------------------------------------------- \| --- \| --- \| - \| \| \| 1 \| \| Adel Saidi Omar Alawadhi \| 1 6 \| 0 6 \| \| \| \| 2 \| \| Abdullah Ali Hatem Ghrairi Abdulla Al Marzouqi \| 6 2 \| 6 3 \| \| \| \| 3 \| \| Adel Saidi / Abdullah Ali Hatem Ghrairi Abdulla Ahmad Ahli / Omar Alawadhi \| 6 1 \| 6 1 \| \| \| |                                                                                        |                                                                                        |                       |     |   |  |
| |                                                                                        |                                                                                        | 1                     | 2   | 3 |  |
| 1 | Iraq (bandiera) · Emirati Arabi Uniti (bandiera)                                       | Adel Saidi Omar Alawadhi                                                               | 1 6                   | 0 6 |   |  |
| 2 | Iraq (bandiera) · Emirati Arabi Uniti (bandiera)                                       | Abdullah Ali Hatem Ghrairi Abdulla Al Marzouqi                                         | 6 2                   | 6 3 |   |  |
| 3 | Iraq (bandiera) · Emirati Arabi Uniti (bandiera)                                       | Adel Saidi / Abdullah Ali Hatem Ghrairi Abdulla Ahmad Ahli / Omar Alawadhi             | 6 1                   | 6 1 |   |  |